# Pheidole tristis
Pheidole tristis är en myrart som först beskrevs av Smith 1858.  Pheidole tristis ingår i släktet Pheidole och familjen myror.

## Underarter
Arten delas in i följande underarter:
- P. t. alpinensis
- P. t. alsia
- P. t. tristis

## Bildgalleri

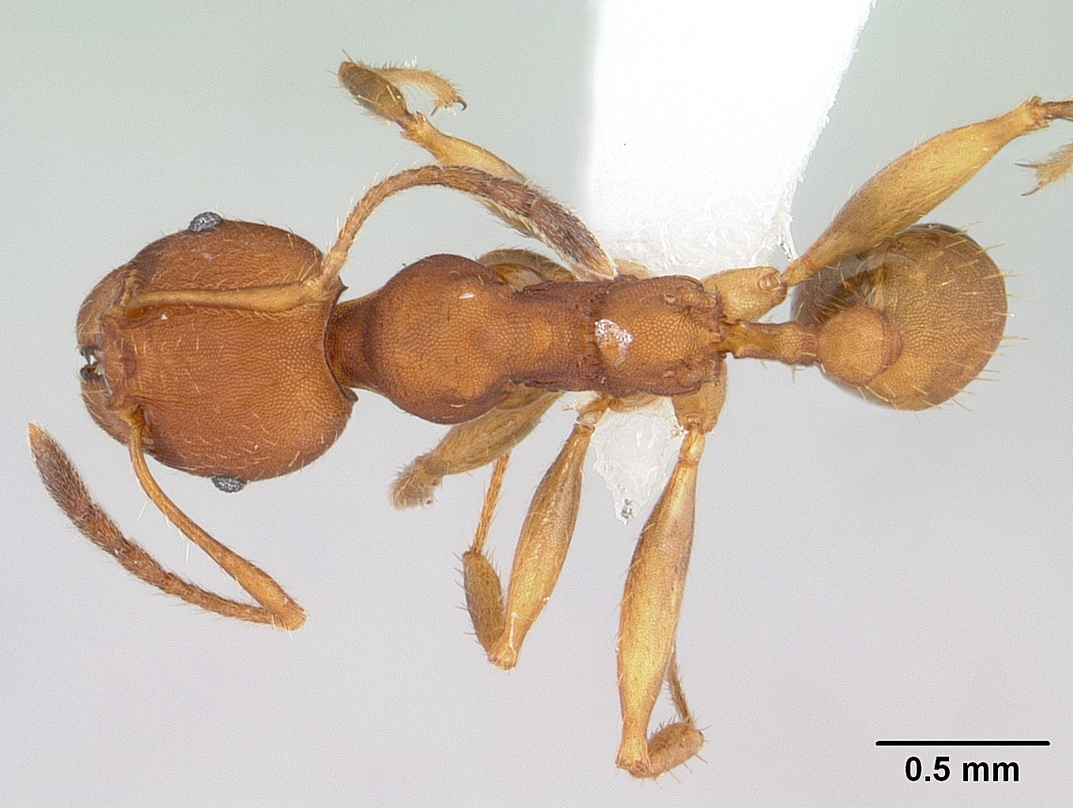
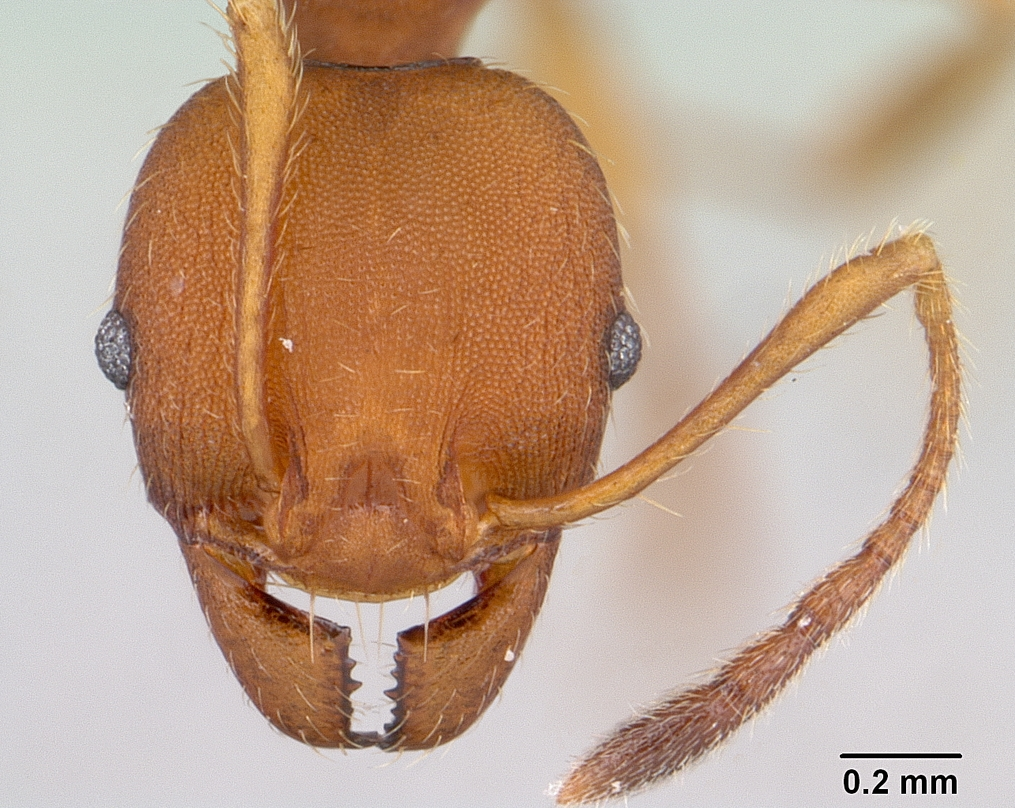
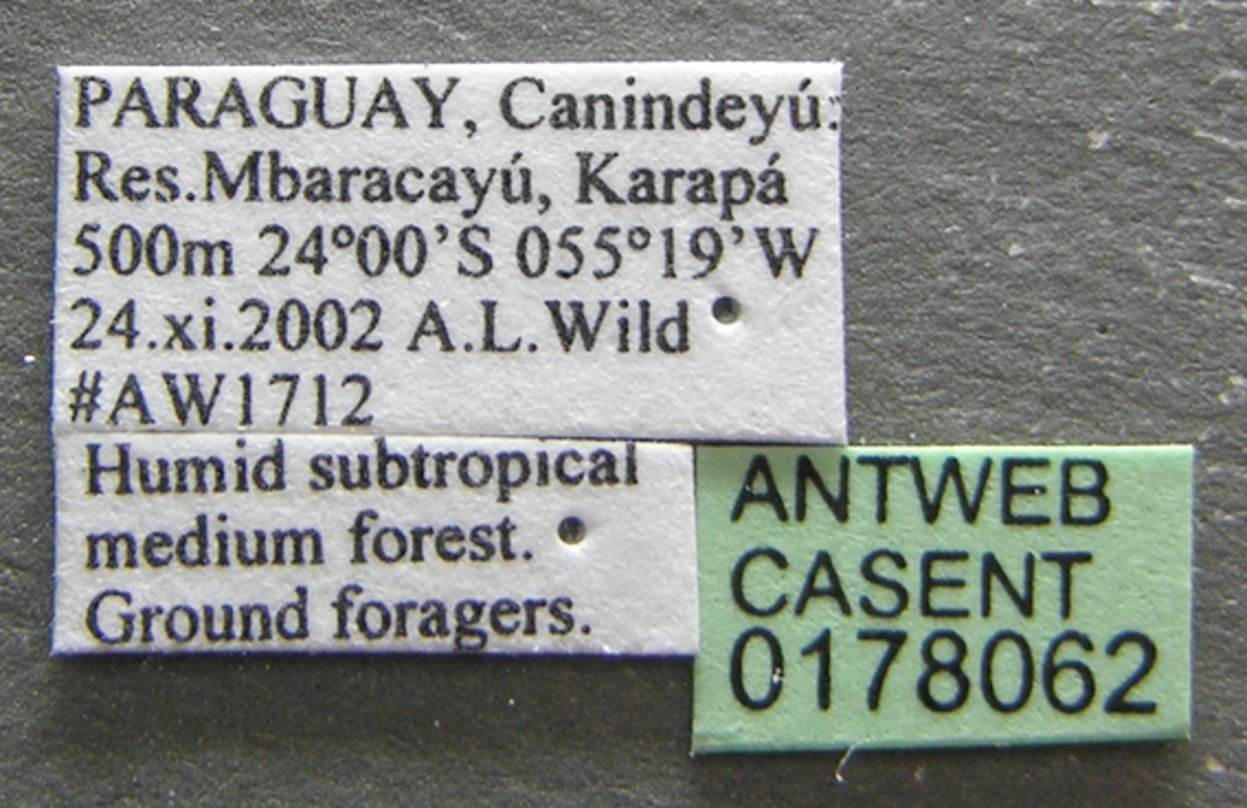
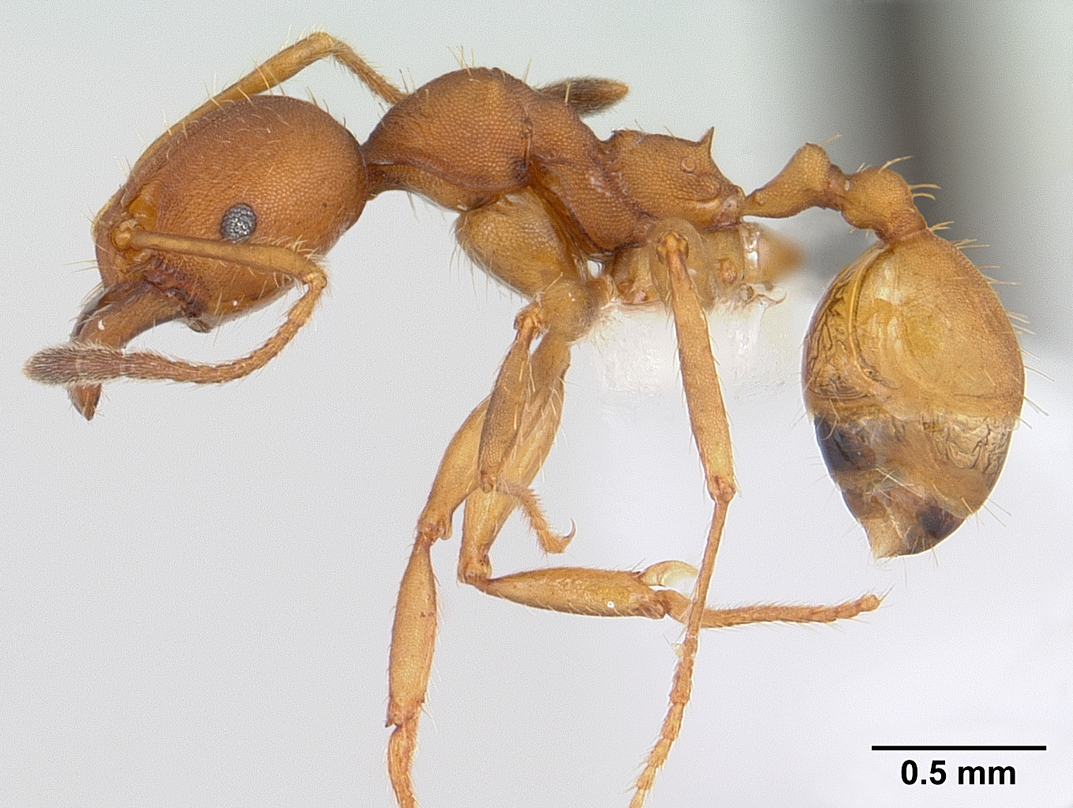